# Aubrey Ellis Williams
Aubrey Ellis Williams, britanski general, * 1888, † 1977.